# Walter George
Walter Goodall George (né le 9 septembre 1858 et mort le 4 juin 1943) est un athlète britannique du XIXe siècle originaire de Calne.
Après avoir établi de nombreux records du monde chez les amateurs, il devint professionnel afin de se mesurer au détenteur du record du monde du mile de l'époque William Cummings, le battant à plusieurs reprises lors de rencontres très médiatisées. Pendant l'une de ces courses, le 23 août 1886, il établit un nouveau record du monde du mile, qui tint presque trente ans.